# Daiki Koike
Daiki Koike (japanisch 小池 大喜 Koike Daiki; * 8. Dezember 1996 in der Präfektur Chiba) ist ein japanischer Fußballspieler.

## Karriere
Daiki Koike erlernte das Fußballspielen in der Jugendmannschaft von Omiya Ardija sowie in der Universitätsmannschaft der Toyo University. Seinen ersten Profivertrag unterschrieb der Torwart am 1. Februar 2019 bei Blaublitz Akita. Der Verein aus Akita spielte in der dritten japanischen Liga. Die Saison 2020 wurde er mit dem Verein Meister der dritten Liga und stieg somit in die zweite Liga auf. Nach dem Aufstieg wechselte er nach Yokohama zum Drittligisten YSCC Yokohama. Sein Drittligadebüt gab Daiki Koike am 13. Juni 2021 (11. Spieltag) im Auswärtsspiel gegen Vanraure Hachinohe. Hier stand er in der Startelf und stand die kompletten 90 Minuten im Tor. Vanraure Hachinohe gewann das Spiel mit 3:0. 2021 stand er viermal für Yokohama zwischen den Pfosten. Im Januar 2022 verpflichtete ihn der ebenfalls in der dritten Liga spielende Vanraure Hachinohe.

## Erfolge
Blaublitz Akita
- J3 League: 2020  ▲